# Jochovec
Jochovec (Clethra) je rod rostlin patřící do čeledě jochovcovité (Clethraceae). Jsou to opadavé nebo stálezelené keře či malé stromy tvořící bohatá hroznovitá květenství. Zástupci rodu se vyskytují v mírných až tropických oblastech obou Amerik, v jihovýchodní Asii a jeden druh (Clethra arborea) též na ostrově Madeira v Atlantském oceánu.

## Použití
Některé druhy lze použít jako okrasné rostliny. Vyhovuje mu stín až polostín.